# Morimus asper graecus
Morimus asper graecus es una subespecie de escarabajo longicornio perteneciente al género Morimus, categorizada en la tribu Lamiini, de la subfamilia Lamiinae. Fue descrita por Danilevsky, Gradinarov y Sivilov en 2016.
El período de actividad en los ejemplares adultos se presenta durante el mes de junio.

## Descripción
Mide 27-38 mm de longitud.

## Distribución
Se distribuye por Europa: en Grecia.